# 真白き富士の嶺 (1963年の映画)

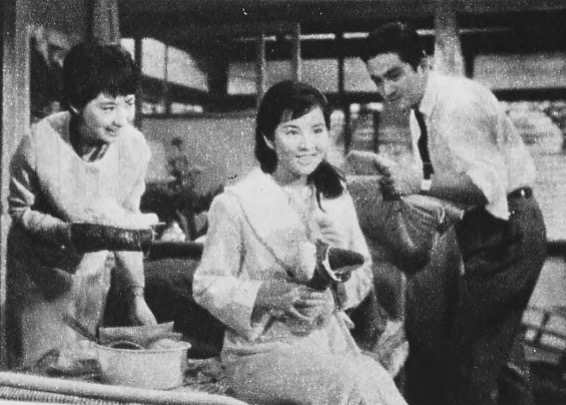
『真白き富士の嶺』（1963年）

『真白き富士の嶺』（ましろきふじのね）は、1963年の日本映画。太宰治の『葉桜と魔笛』を原作とし、吉永小百合が主演した日活映画。11月1日封切り。白黒。
原作『葉桜と魔笛』は1939年4月『若草』に掲載。日露戦争当時の出来事を、三十五年後に姉が回想するという形式。

## あらすじ
逗子の浜辺を解放されたようにはしゃぎ廻る梓。姉の梢はそんな妹の姿をじっと見ていた。梓が退院したのは昨日だ。母のない姉妹・磯村梢と梓は仲良し。梓は白血病で、逗子へ転地療養するが、梢はケッセルの『昼顔』にはさまった男からの手紙を見つけてしまう。梢と恋人の山上とは、相談して、その「M・T」という相手を探す。縁切りの手紙を見つけた梢は、自分で手紙を代筆して、死の床にある梓に向って読み上げるが、暗くなった中で読んでいることから梓はそれが姉が書いたものであることを知り、「M・T」は自分で書いて投函していた手紙であることを打ち明け、ほどなく梓は死んで行く。

## スタッフ
- 企画：芦田正蔵
- 監督：森永健次郎
- 助監督：坂口喜久男
- 脚本：須藤勝人
- 原作：太宰治『葉桜と魔笛』
- 撮影：松橋梅夫
- 音楽：渡辺宙明
- 美術：西亥一郎
- 録音：福島信雅

## キャスト
- 磯村修平：宮口精二
- 磯村梢：芦川いづみ
- 磯村梓：吉永小百合
- 山上裕康：小高雄二
- 富田一夫：浜田光夫
- 吉川さと：岡村文子
- 病院長：伊藤寿章
- 高校校長：久松洪介
- 老教師：小野武雄[1][2]